# Посельский, Яков Михайлович (кинооператор)
Яков Михайлович Посельский (22 февраля 1948 — 23 мая 2005) — советский, позже американский кинооператор и режиссёр.

## Биография
Сын фронтового оператора Михаила Яковлевича Посельского, внук известного советского кинематографиста Якова Михайловича Посельского.
С 1974 года работал на телевидении, на студии «Экран». В 1977 году окончил ВГИК. Оператор игровых и документальных фильмов. Проживал с семьёй в США, сначала в Нью-Йорке, затем в Нью-Джерси, продолжал сотрудничество с московскими киностудиями.
Трагически погиб в Москве на съёмках фильма. Похоронен на Троекуровском кладбище.

## Фильмография
- 1973 «Сад» (короткометражный) — оператор
- 1988 «Знак судьбы» (документальный) — оператор
- 1990 «Последняя осень» — оператор
- 1992 «Менялы» — оператор
- 1996 «Московские голубые» (Moscow Fags International) (документальный) — режиссёр
- 2002 «Главные роли» — оператор
- 2003 «Любовь без границ» (Love Without Borders) — продюсер, режиссёр, роль